# ドロタ・ラプチェフスカ
ドロタ・ラプチェフスカ（ポーランド語: Dorota Rabczewska、1984年2月15日 - ）は、Dodaの名でも知られるポーランドのミュージシャンであり、勝ち取った賞の数の点において今までで最も成功したポーランド人アーティストの1人と称せられる。最初に彼女の名が知られるようになったのは"Virgin"のメンバーとしてである。グループ脱退後はソロとして2007年にアルバム『Diamond Bitch』、2011年にアルバム『The Seven Temptations』をリリースした。
彼女は、CNNにおいて歴史上最も有名なポーランド人として10番目に取り上げられた。2011年、ポーランドにおいて最も影響力がある女性10人の一人としてポーランド誌Viva!に掲載された。

## 来歴
ラプチェフスカは、ポーランド・チェハヌフ（Ciechanów）にて誕生した。若いころは、陸上競技の選手として約4年間に渡って走り幅跳びと100メートル競走で指導を受けていた。県の大会では、1000メートル競走、600メートル競走、砲丸投の分野で優勝した。また、ポーランド大会で銅メダルを獲得した。ラプチェフスカは、音楽の道へ進むため選手生活を終えた。ワルシャワにあるBuffo Theaterで10代だったラプチェフスカは音楽のキャリアをスタートした。やがて、ラプチェフスカは、人気を得るきっかけとなったリアリティショー"The Bar"に参加、その言葉づかいと態度が若者に受け大きな人気を得た。

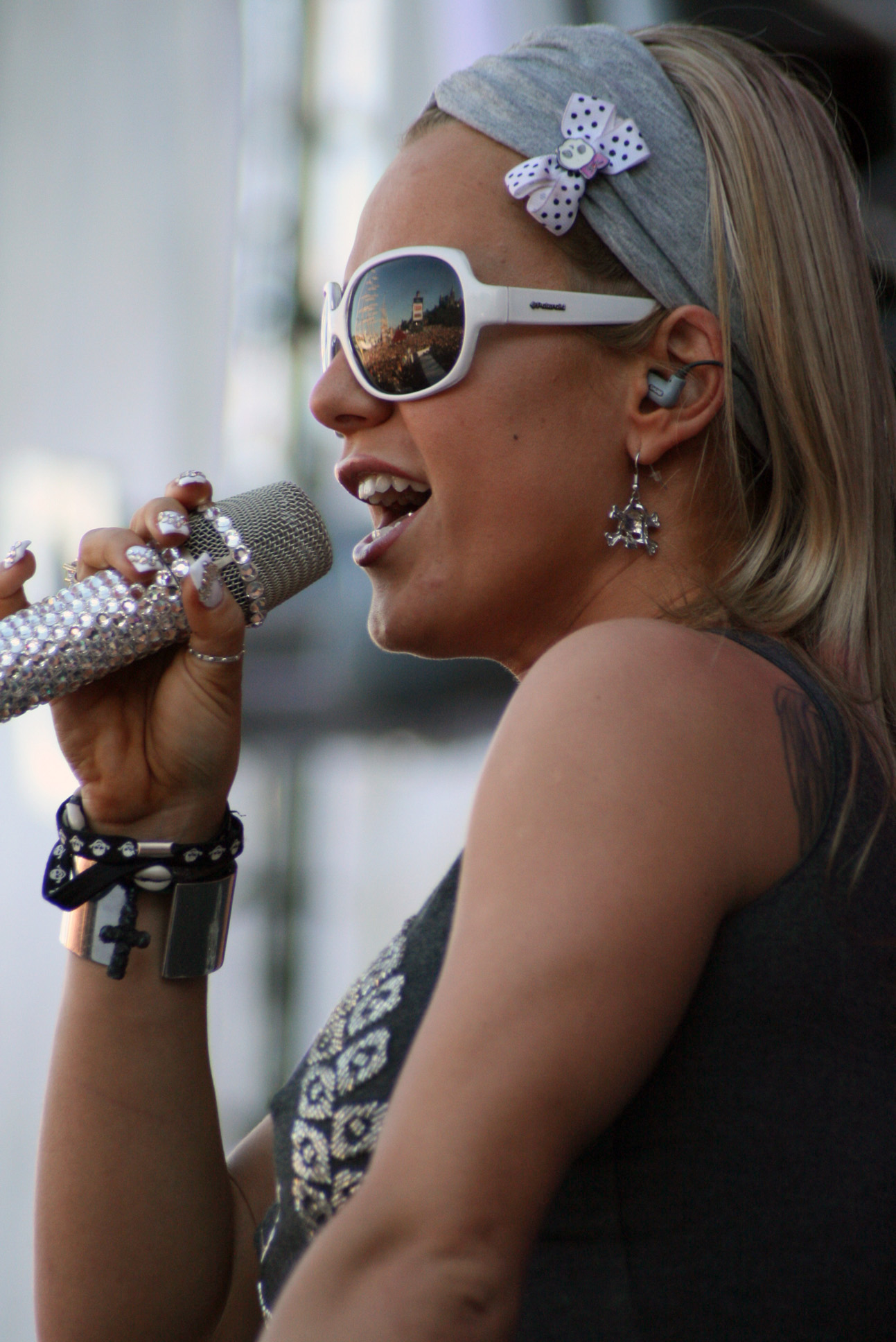
ドロタ・ラプチェフスカ

オーディションを経て16歳の時に、ポーランドのロックバンドである"Virgin"のヴォーカリストに抜擢された。2002年、ファーストスタジオアルバムである『Virgin』をリリース。シングルカットされた2枚のシングル「To Ty (It's you)」と「Mam Tylko Ciebie (I only have you)」をリリースした。ラプチェフスカは、プロモーション活動のため、リアリティテレビThe Barに参加した。このスタジオアルバムは13,700枚を売り上げた。デビューから2年を経た、2004年5月17日にセカンドスタジオアルバム『Bimbo』をリリースした。最初の週で最も高い売り上げを記録した。また、シングルDżagaもヒットした。ミュージックビデオには後の夫になるRadosław Majdanが出演した。シングル「Kolejny Raz」と「Nie Zawiedź Mnie」をリリースした。同年、ラプチェフスカはIQ156の持ち主であり高いIQをもつ者だけが所属する団体メンサ・インターナショナルに入会した。ロックバンド"Virgin"は「Bimbo」と題するツアーをスタートした。ラプチェフスカはソポト国際音楽祭に参加した。2005年10月17日、サードアルバムにしてグループとして最後となる『Ficca』と題したスタジオアルバムをリリースした。プロモーションも兼ねた2回目のツアーを敢行した。2005年12月バンドはスタジオアルバム『Ficca』からシングルをリリースしている。2006年4月、ラプチェフスカは椎間板を発症により病院に運ばれた。その間はバンドから脱落することになった。複雑な脊髄手術を施されたラプチェフスカは復活しポーランド版のアニメ映画「Asterix and the Vikings」の吹き替えのため公の場に姿を表した。バンドは、再編集したアルバムFiccaからシングルカットされ、かつ彼女の手術に触発されたという新曲「Szansa」をリリースした。ラプチェフスカはポーランド版Dancing with the Starsの参加の誘いを脊髄手術のためやむなく断らざる得なかった。ラプチェフスカは2006年末にマネージャーとの契約を打ち切った。2007年1月、グループは解散した。ラプチェフスカはグループ解散後はソロアーティストとして音楽活動を続けた。

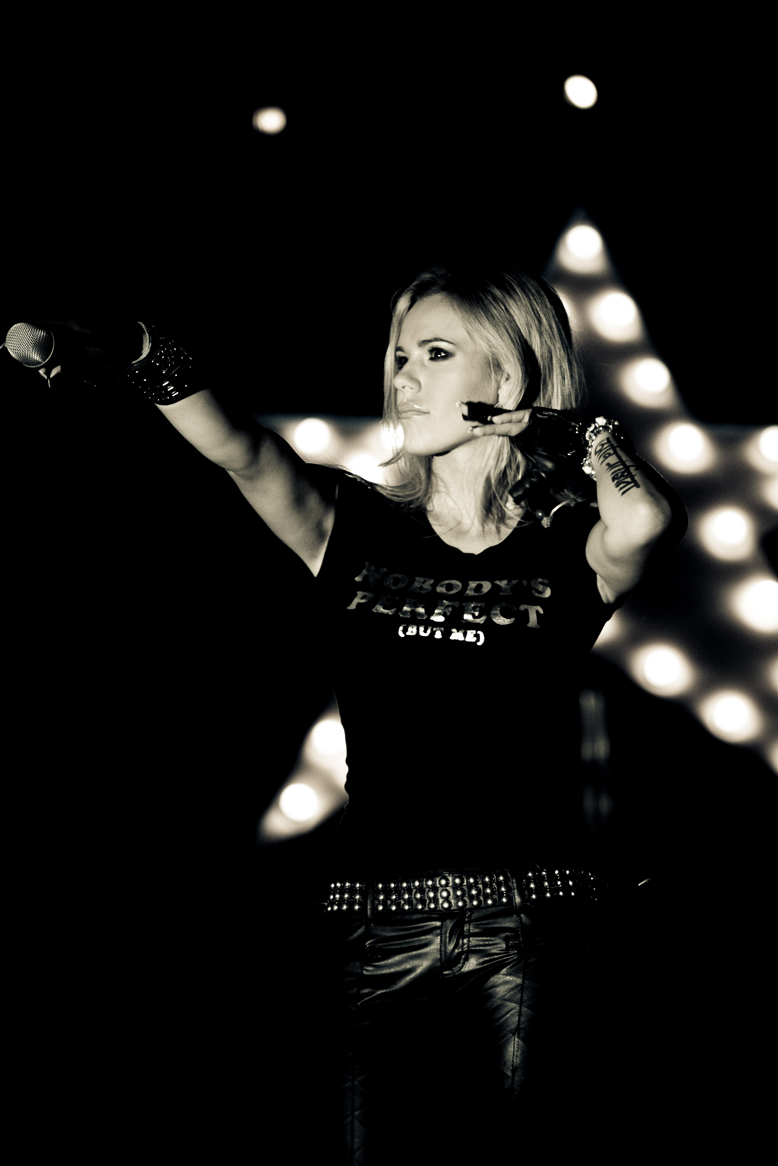
ドロタ・ラプチェフスカ

ラプチェフスカはユニバーサルミュージックポーランドと契約した。ソロ活動として幾つかのテレビに出演、パフォーマンスを行っていた。ソロとしてはファーストシングルとなる「Katharsis」をリリース、TopTrendyフェスティバルにてシングル「Katharsis」は多くの人々の前で披露された。2007年7月14日、ミュージック・ビデオがリリースされた。13日後、『Diamond Bitch』と題するアルバムがリリースされた。ソロとして最初のツアーであるダイアモンドツアーを行い、また海外ツアーをイギリス、ドイツ、アメリカ合衆国などでも行った。『Diamond Bitch』は、ポーランドアルバムチャートで第1位を獲得し、5週間に渡って留まった。またダブルプラチナムを獲得している。2008年8月には新曲「Nie Daj Się」をリリースし、ラジオチャートで人気を得た。その後リリースされたシングル「Rany」のミュージックビデオはスウェーデンのディレクターBo Martinにより撮影された。ラプチェフスカはVIVA Cometで11の賞を獲得した。3年連続で最優秀ビデオ賞を獲得している。ラプチェフスカは最優秀イメージ賞も2度受賞している。MTVヨーロッパ・ミュージック・アワーズのベスト・ポーランド人・アクトカテゴリでは2回勝ち取っている。2008年、オポーレで行われたナショナル・フェスティバル・オフ・ポーリシュ・ソングではベスト・アーティスト賞を受賞している。
onet.tvのインタビューの中で夏に新アルバムをリリースすると発表した。そのため夏までにシングルをリリースする。公式サイトで新アルバムのプロモも兼ねて「Rock'n'Roll Palace」と題した新たなツアーを行うと発表した。ツアーは最初の都市としてトルンを訪れてスタートすることになる。2011年夏、「Fuck it」と「XXX」をリリース。同年9月、MTVヨーロッパ・ミュージック・アワーズに再びノミネートされた。同年12月、アルバム『The seven Temptations』リリース、プラチナを獲得している。 2011年の終わりに、ラプチェフスカはポーランドのマガジンであるマクシム誌のコラムニストになった。
ラプチェフスカはWandaとPaweł Rabczewskiの間にて誕生。1人の兄Rafałがいる。2003年、ポーランドのサッカーゴールキーパーRadosław Majdanと出会い、イスラエル・エルサレムでバケーション中にRadosław Majdanがプロポーズ、2005年3月5日に結婚。3年後の2008年5月に離婚した。2009年12月、デスメタルバンドのBehemothのフロントマンであるAdam Darskiと結婚、2011年4月に別れた。
2010年5月、ワルシャワ検察はラプチェフスカを宗教における冒涜罪で告発した。ラプチェフスカはテレビインタビューの中で聖書を侮辱したという。仮に有罪となれば、ラプチェフスカは冒涜罪で2年間あまり囚人として刑務所に服役することになる。

## ディスコグラフィ

### アルバム
- 2007: Diamond Bitch
- 2011: The Seven Temptations
- 2019: Dorota
- 2022: Aquaria

### アルバム（Virgin）
- 2002: Virgin
- 2004: Bimbo
- 2005: Ficca
- 2016: Choni

### シングル
- 2002: To Ty
- 2002: Mam Tylko Ciebie
- 2004: Dżaga
- 2004: Kolejny Raz
- 2005: Nie Zawiedź Mnie
- 2005: Znak Pokoju
- 2005: 2 bajki
- 2006: Szansa
- 2007 Katharsis
- 2007 To jest to
- 2008 Nie daj się
- 2009 Rany
- 2009 Dziękuję
- 2010 Bad Girls
- 2011 XXX
- 2012 Kac Wawa
- 2012 Twa Energia (& Dżaga)
- 2012 Fuck it
- 2012 Titanium
- 2013 Electrode
- 2013 Wkręceni (High life)
- 2014 Hej-(Virgin)
- 2014 Riotka
- 2015 Not over you
- 2015 Nie pytaj mnie
- 2016: Niebezpieczna Kobieta
- 2016: Kopiuj Wklej
- 2017: Sens

## ツアー
- Diamond Tour (2007–2010)
- Rock'n'Roll Palace Tour (2010–2011)
- The Seven Temptations Tour (2011–2013)
- Fly High Tour (2013–2015)
- Anty Tour (2014– )
- Riotka Tour (2015– )

## フィルモグラフィ
| 年度 | タイトル                | 役名 | ノート     |
| ---- | ----------------------- | ---- | ---------- |
| 2006 | Asterix and the Vikings | Abba | Voice      |
| 2008 | Serce na dłoni          | Doda | As herself |
| 2018 | "Pitbull Ostatni Pies"  |      |            |